# Canalibotys
Canalibotys és un gènere monotípic d'arnes de la família Crambidae. Conté només una espècie, Canalibotys linealis, que es troba a Namíbia.